# De Architekten Cie.
de Architekten Cie. is een internationaal opererend Nederlands architectenbureau, gevestigd in Amsterdam. Het bureau is actief op het gebied van stedenbouw, architectuur, landschapsontwerp en interieurontwerp, en voert projecten uit in binnen- en buitenland. De Architekten Cie. is betrokken bij zowel nieuwbouw als renovatie- en herontwikkelingsprojecten. De afkorting “Cie.” staat voor Compagnie, een verwijzing naar de collectieve werkwijze van het bureau waarbij de nadruk op samenwerking en gedeelde kennis ligt.
De Architekten Cie. maakt deel uit van de Architekten Cie. Holding B.V. en werkt daarbinnen samen met haar zusterbedrijven Cie. Assist, Cie. International en Cie. Concepts.

## Geschiedenis
De oorsprong van het bureau gaat terug tot 1952, toen Arnold Numan Oyevaar en Hein W.C. Stolle een samenwerking begonnen. In 1959 richtte zij het bureau Oyevaar, Stolle & Van Gool op, samen met architect Frans van Gool als derde partner. In 1978 trad Pi de Bruijn toe als partner, waarna de naam werd gewijzigd in Oyevaar, Van Gool, De Bruijn Architecten. Jan Dirk Peereboom Voller volgde Oyevaar in 1984 op. Na het vertrek van Van Gool in 1988 werd de Architekten Cie. gevormd, met De Bruijn, Peereboom Voller, Carel Weeber en Frits van Dongen als partners.
In de loop der jaren traden meerdere nieuwe partners toe. Branimir Medić en Pero Puljiz werden partner in 1998, Erik Vrieling in 2016, en Marten de Jong in 2019.

## Organisatie
De Architekten Cie. wordt geleid door een team van zes partners:
- Pi de Bruijn (architect)
- Marten de Jong (architect)
- Branimir Medić (architect)
- Pero Puljiz (architect)
- Frank Segaar (operationeel directeur)
- Erik Vrieling (architect)

Het bureau opereert vanuit het hoofdkantoor in Amsterdam met multidisciplinaire projectteams en werkt voor internationale opdrachten samen met lokale partners. Daarnaast wordt intensief samengewerkt met zusterbedrijven zoals Cie. Development en Cie. Assist, in het kader van een geïntegreerde aanpak van het ontwerp- en bouwproces.

## Activiteiten
De Architekten Cie. houdt zich bezig met ontwerp, ontwikkeling en realisatie van uiteenlopende projecten, waaronder woningbouw, kantoren, publieke gebouwen en stedenbouwkundige plannen. Daarnaast richt het bureau zich op ontwerpgericht onderzoek en thematische verdieping binnen het vakgebied. Onderzoeksonderwerpen zijn onder meer: The Architecture of Ageing, Lessen in Circulariteit, The Future of Workplace, Transformatie en Verdichting.
Het architectenbureau ontwierp een glazen dak voor het kantoor van EDGE Technologies in Amsterdam-West. Dit kantoorgebouw, dat uit 1970 stamt, is oorspronkelijk ontworpen door Nol Oyevaar, die werkte bij Bureau Oyevaar, Stolle en Van Gool, de voorloper van het huidige bureau.
Verder is het architectenbureau onder andere verantwoordelijk voor het ontwerp van het Noorderparkbad in Amsterdam-Noord, waarvoor het in 2016 de Amsterdamse Architectuur Prijs ontving.

## Portfolio
Sinds de oprichting heeft de Architekten Cie. een groot aantal projecten gerealiseerd in Nederland en daarbuiten. Voorbeelden van gerealiseerde projecten zijn:
- EDGE Amsterdam West, Amsterdam
- Justus, Amsterdam
- Stedenbouwkundig plan Holland Park-Zuid, Diemen
- Renovatie gebouwencomplex Tweede Kamer, Den Haag
- MARK, Utrecht
- De Pontkade, Amsterdam
- Het Dok, Amsterdam
- Kronenburg, Amstelveen
- First Rotterdam, Rotterdam
- Conradhuis, Amsterdam
- Noorderparkbad, Amsterdam
- Symphony, Amsterdam
- The Whale, Amsterdam
- Stadshaard, Enschede
- Transformatie CHV-terrein, Veghel
- De Cumulus, Zoetermeer
- Vander Park, Moskou
- Diverse projecten in onder meer Duitsland, China en Zuid-Korea

### Fotogalerij

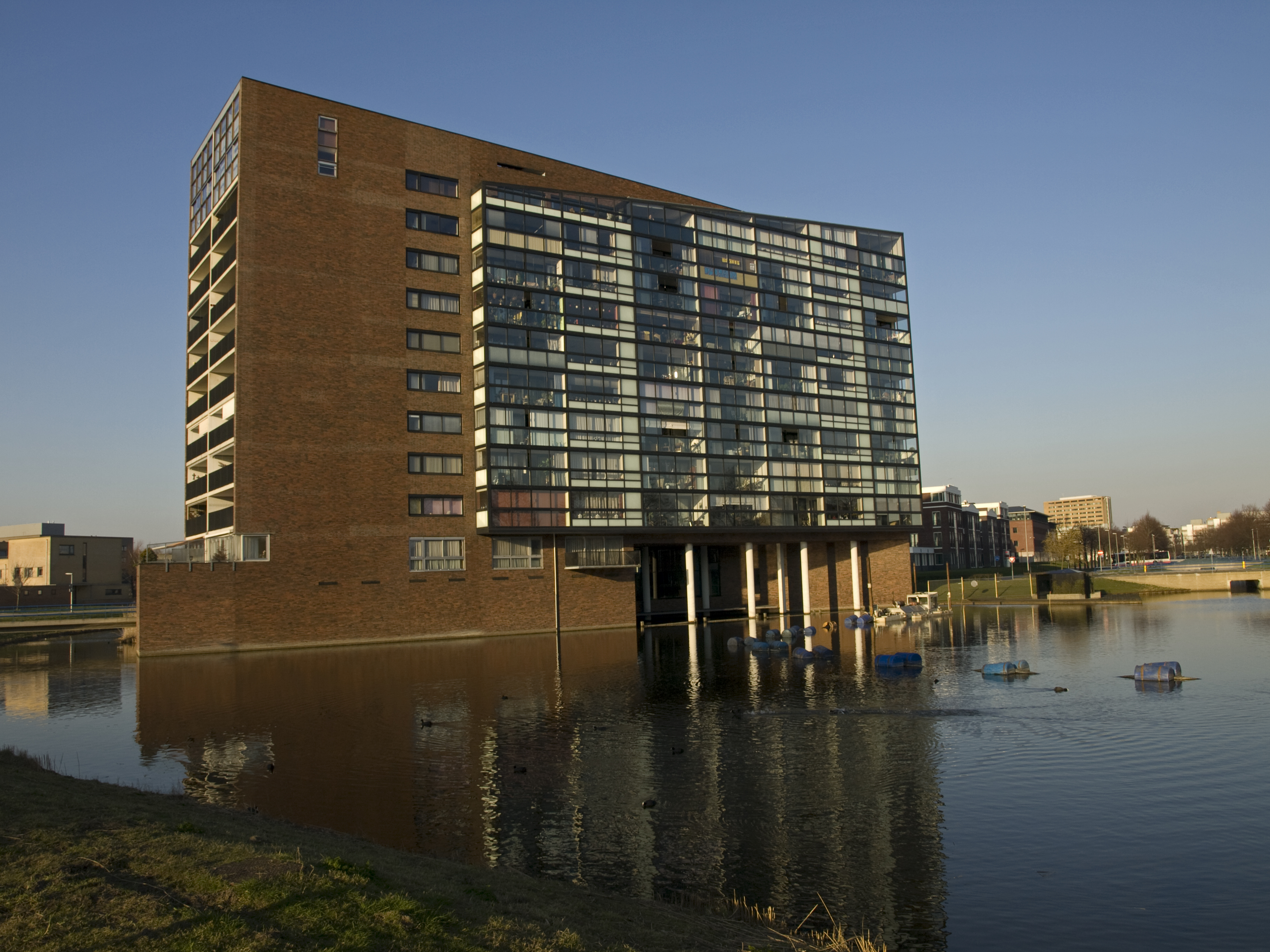
De Cumulus, Zoetermeer
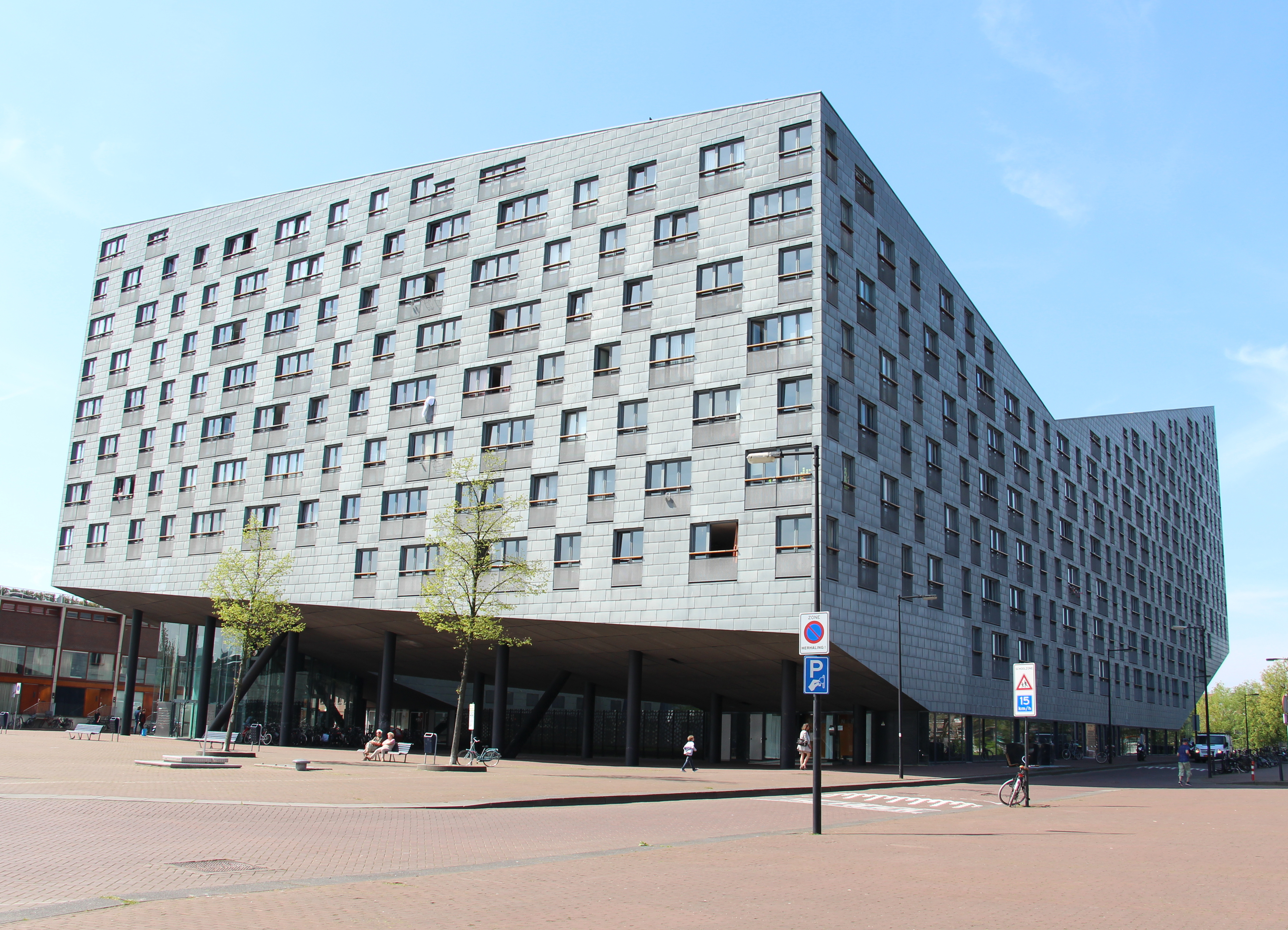
The Whale, Amsterdam
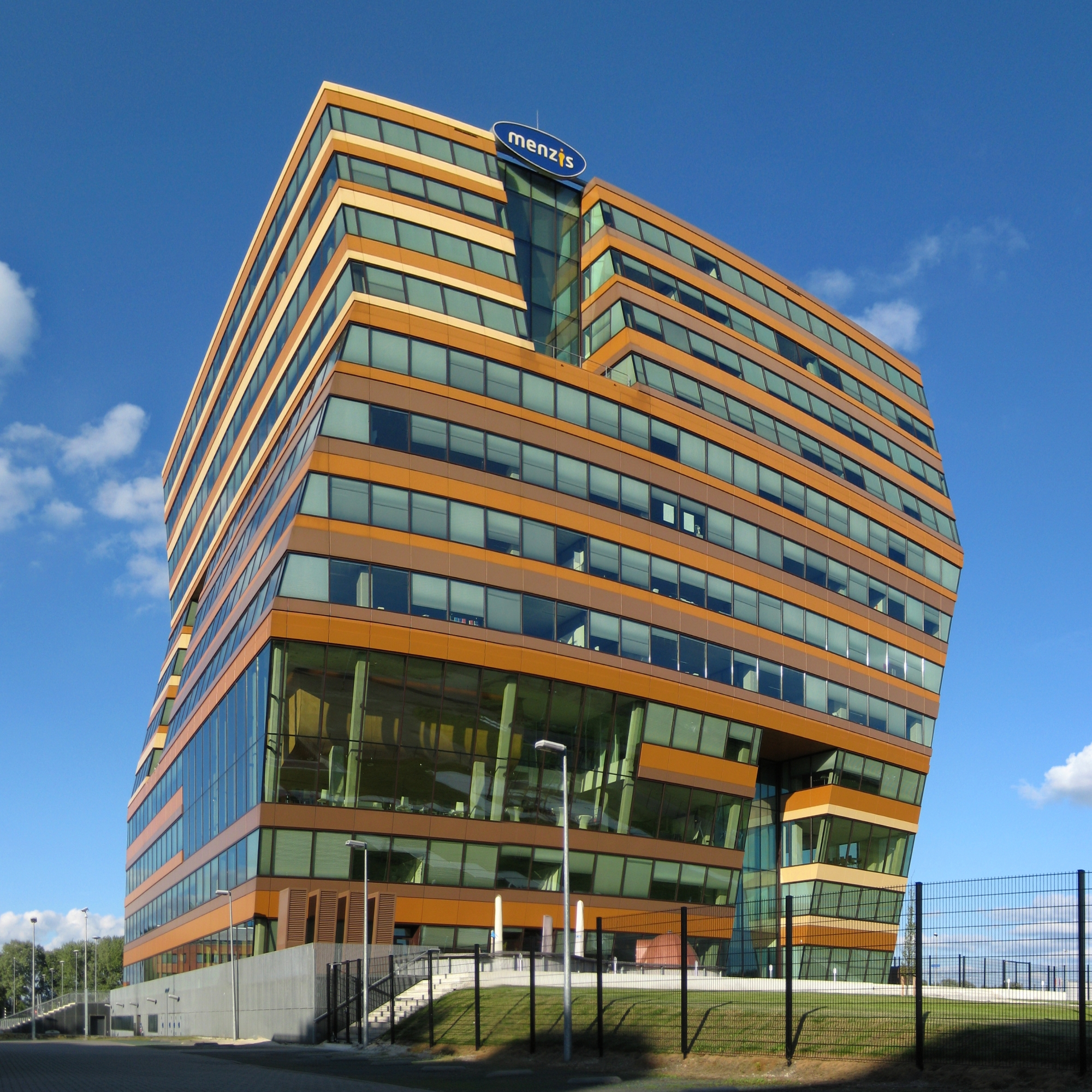
Hoofdkantoor Menzis, Groningen
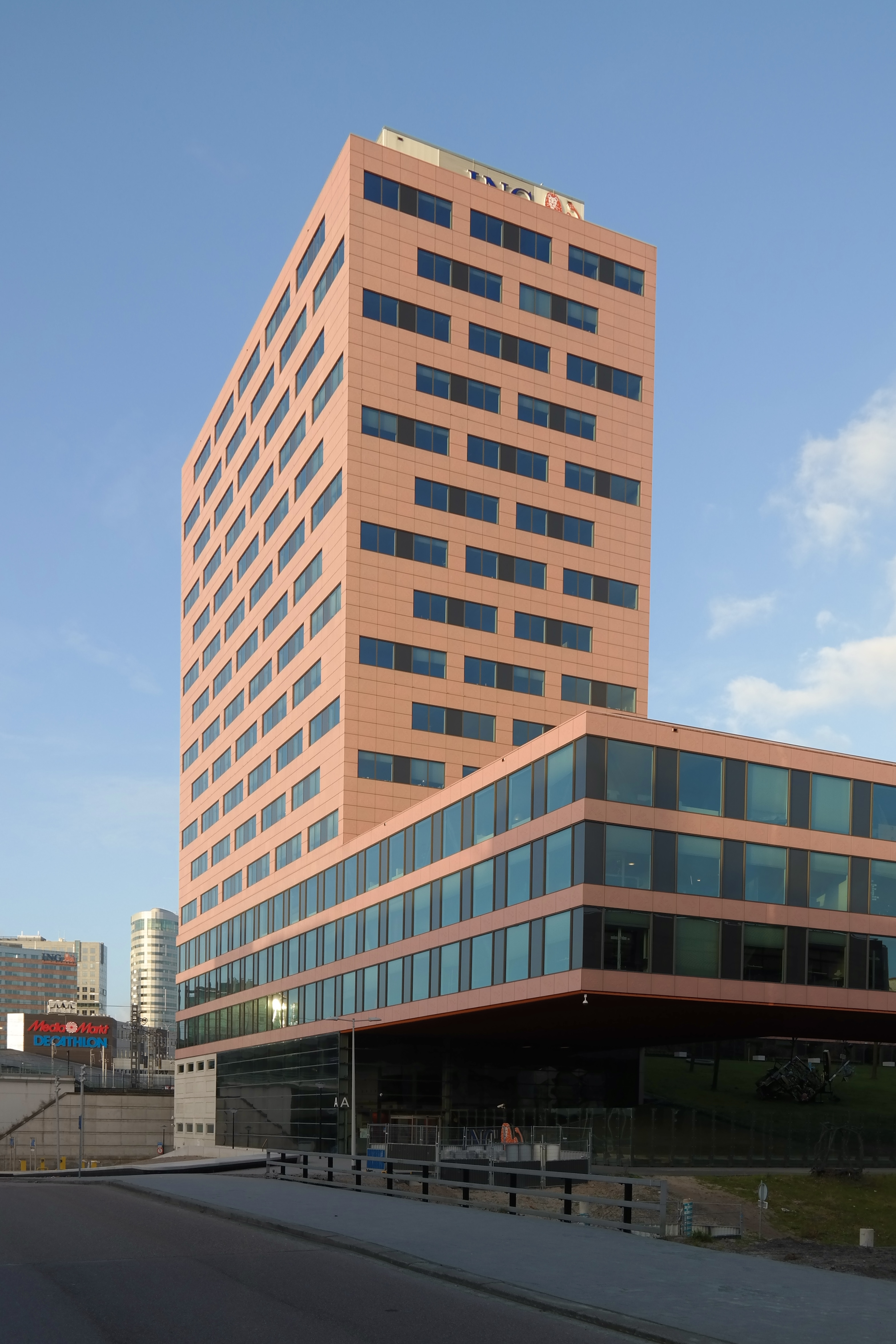
Acanthus, Amsterdam Bijlmer
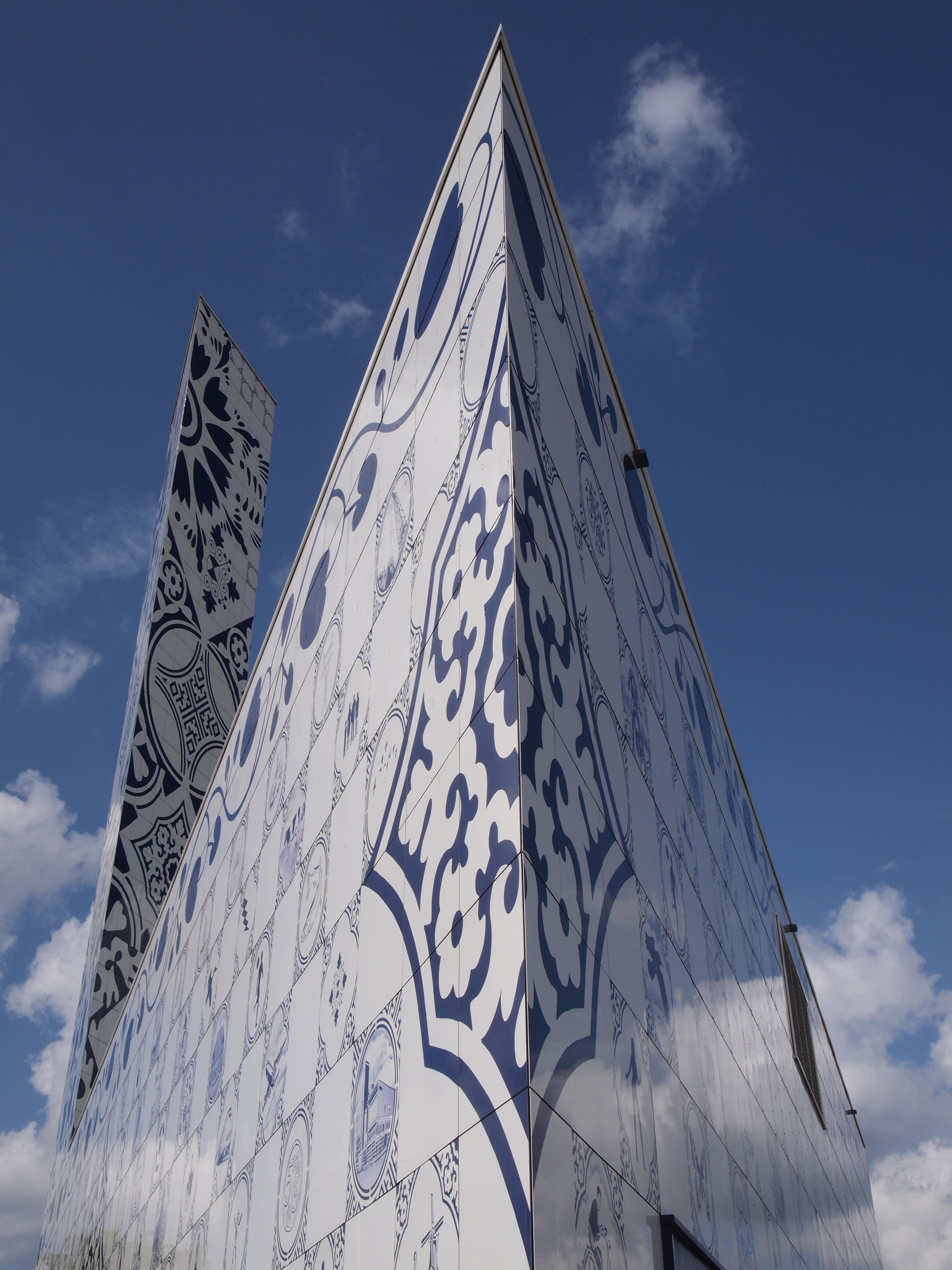
Krachtcentrale Stadshaard, Enschede
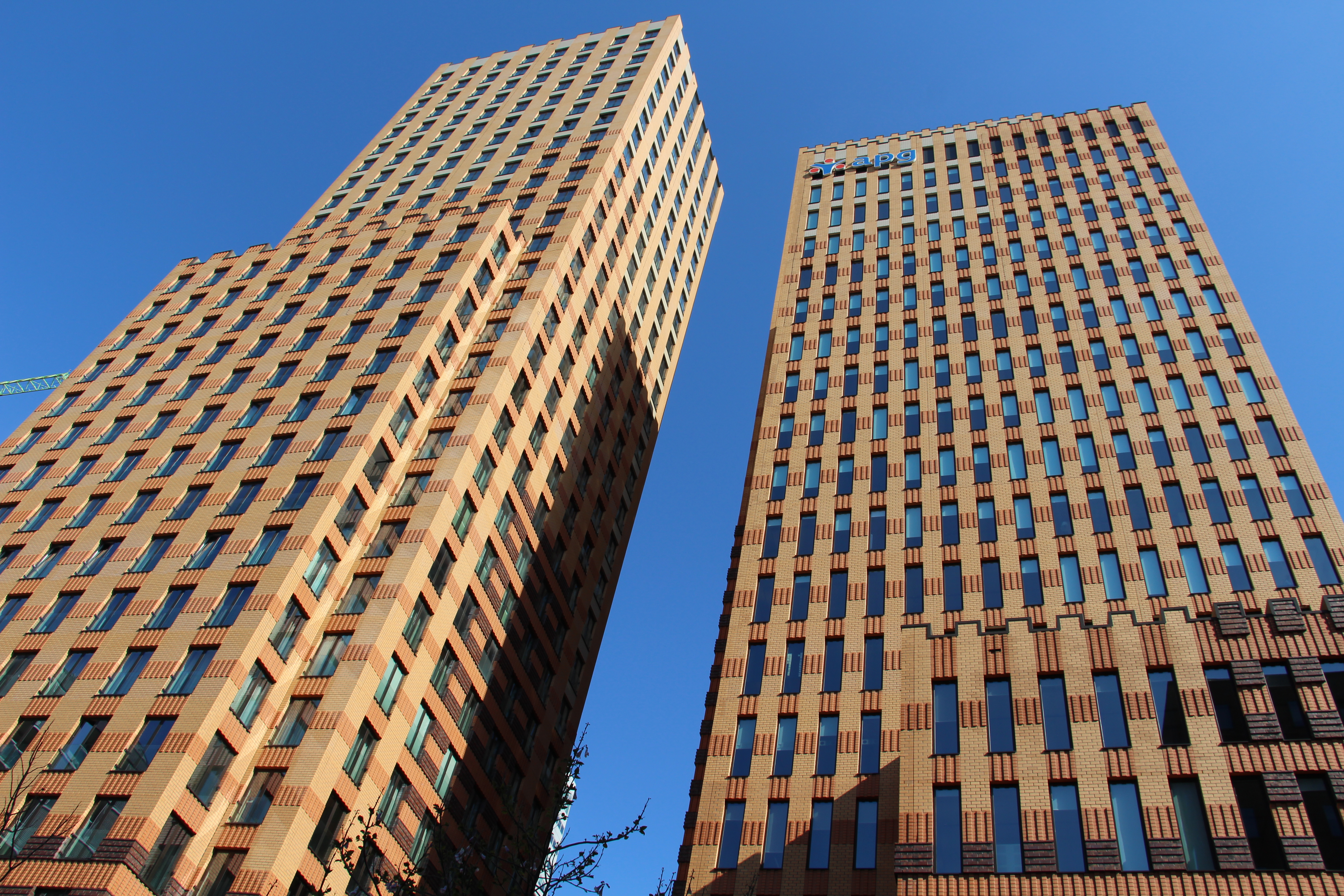
Amsterdam Symphony, Amsterdam-Zuid
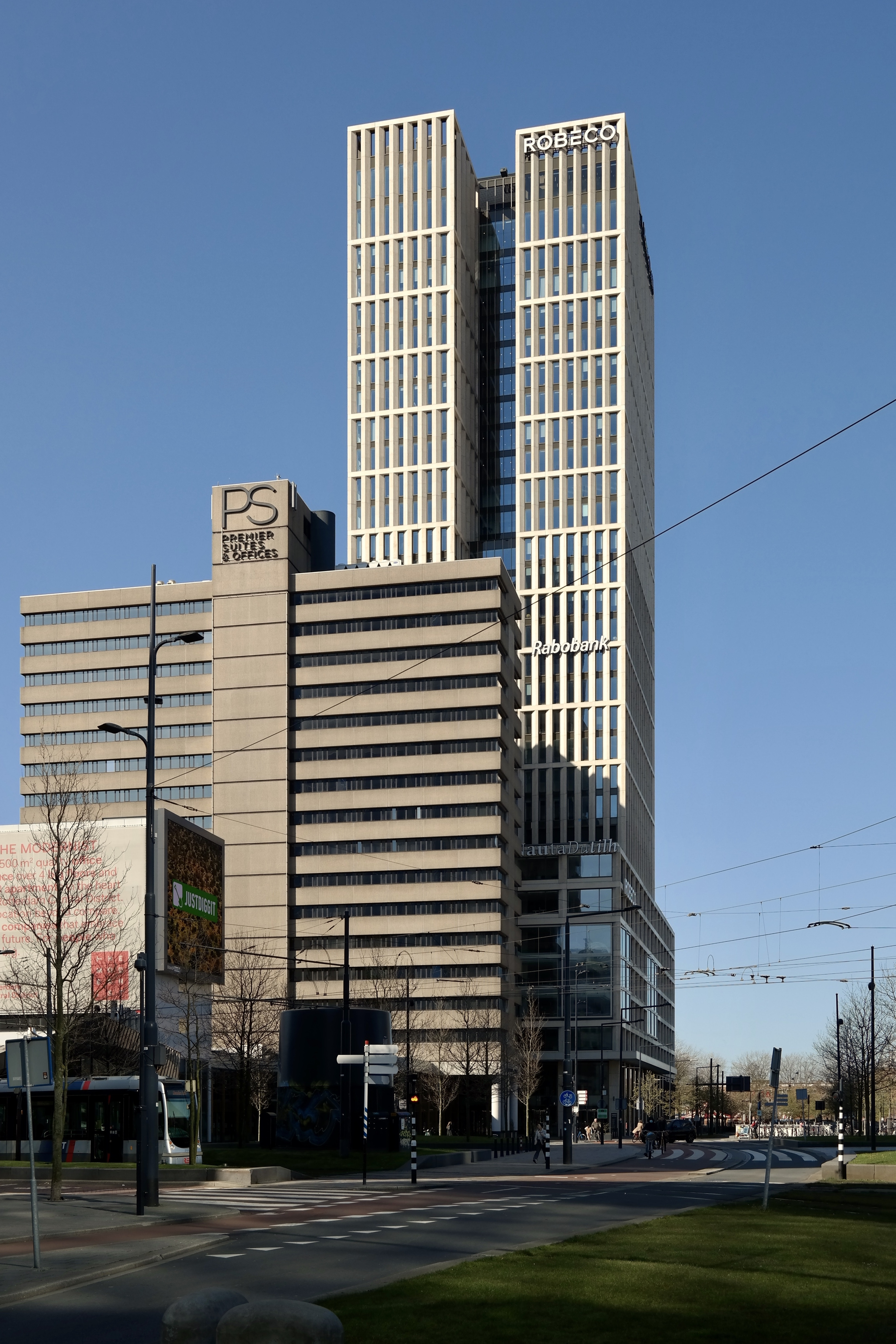
Kantoorgebouw FIRST, Rotterdam
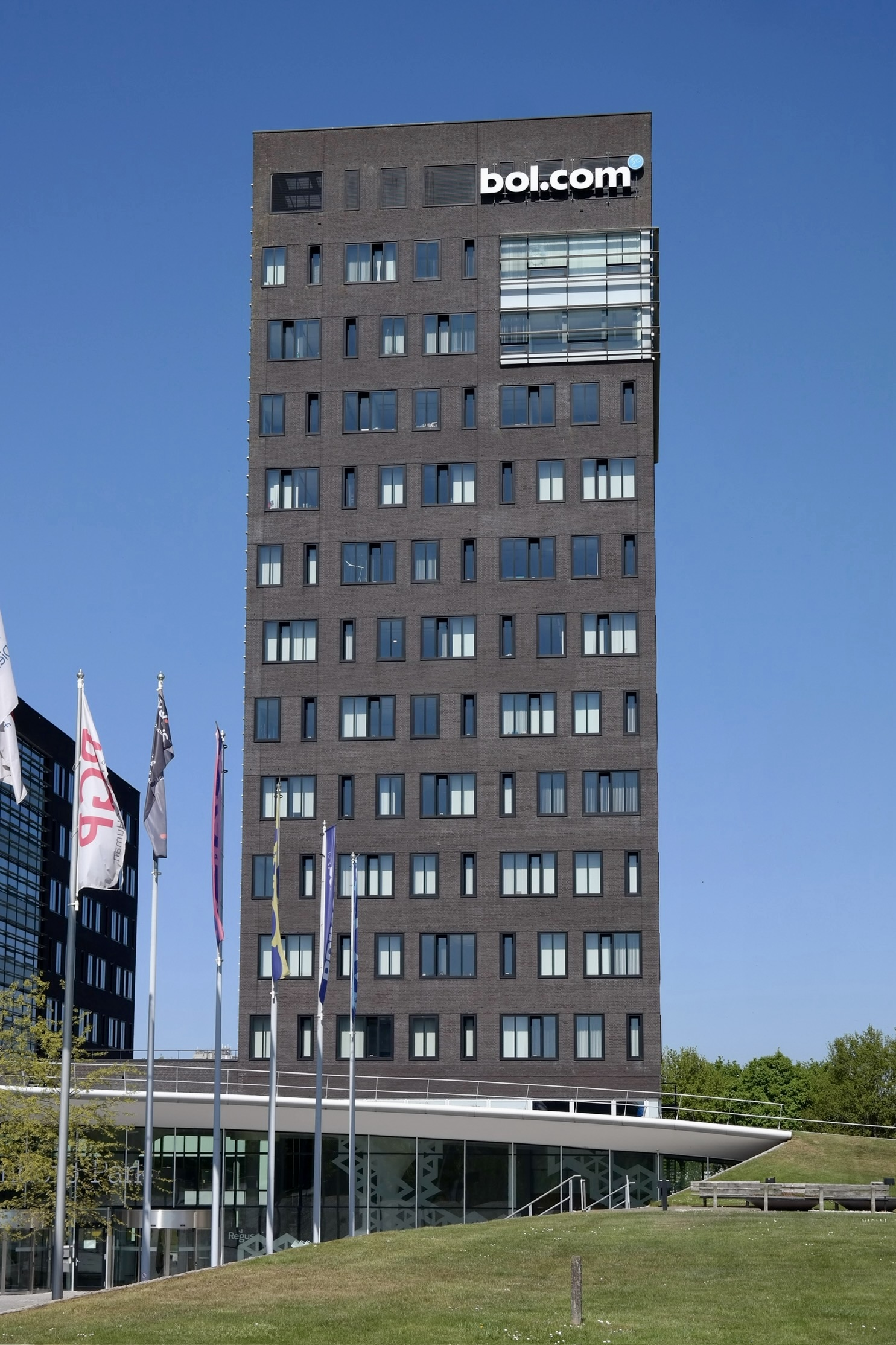
Kantorencomplex Papendorp Park, Utrecht